# Michael Walter
Pour les articles homonymes, voir Walter.

Michael Walter est un ancien lugeur est-allemand né le 12 mars 1959 à Pirna et mort le 6 août 2016.

## Palmarès

### Jeux olympiques d'hiver
- Jeux olympiques d'hiver de 1984 à Sarajevo : 4e en simple
- Jeux olympiques d'hiver de 1988 à Calgary : 5e en simple

### Championnats du monde
- Médaille d'or en simple en 1985 à Oberhof
- Médaille d'argent en simple en 1981 à Hammarstrand

### Coupe du monde
- 1 gros globe de cristal : Vainqueur du classement général du simple en 1984.
- 18 podiums : 
  - en simple : 5 victoires, 8 deuxièmes places et 5 troisièmes places.

### Championnat d'Europe
- médaille de bronze du simple en 1986.
- médaille d'argent par équipes en 1988.